# Tomáš Portyk
Tomáš Portyk (* 6. dubna 1996 Jilemnice) je bývalý český sdruženář, který závodil v letech 2010–2023.
Na Zimních olympijských hrách mládeže 2012 zvítězil v závodě severské kombinace. Startoval na Zimních olympijských hrách 2014, kde se v závodě na velkém můstku umístil na 25. místě, v závodě na středním můstku skončil na 32. příčce. Pomohl také českému týmu k 7. místu v závodu družstev. Na ZOH 2018 byl na velkém můstku devatenáctý, na středním můstku se umístil na 24. místě a s českým družstvem obhájil sedmé místo. Zúčastnil se rovněž ZOH 2022, kde byl na středním můstku dvacátý, na velkém můstku skončil na 27. příčce a opětovně pomohl obhájit sedmé místo v závodě družstev. Pravidelně se účastnil světových šampionátů, jeho nejlepším individuálním umístěním bylo 28. místo ze závodu na středním můstku na MS 2019.
V prosinci 2023 oznámil ukončení sportovní kariéry ze zdravotních důvodů.